# Bugulella gracilis
Bugulella gracilis är en mossdjursart. Bugulella gracilis ingår i släktet Bugulella och familjen Bugulidae.
Artens utbredningsområde är havet kring Nya Zeeland. Utöver nominatformen finns också underarten B. g. mawatarii.